# Associação Maringaense de Futsal
Associação Maringaense de Futsal, também conhecida como Amafusa, foi um clube brasileiro de futsal da cidade de Maringá, no Paraná. A equipe da Amafusa conquistou diversos títulos importantes no esporte, como a vitória nos Jogos Abertos do Paraná, o Campeonato Paranaense Chave Prata em 2001, o Campeonato Paranaense Chave Ouro em 2002, além de ter participado da Liga Brasileira de Futsal em 2003 e 2004.
Passaram pela Amafusa grandes atletas, como por exemplo Parrel, em 2001, Vampeta, em 2004, Leandro, em 2001, Gian, em 2004 e Boni, também em 2004.
Desde a sua extinção, o Ciagym Futsal Maringá, por ser da mesma cidade, é considerado seu sucessor.